# 新見藩
新見藩（にいみはん）は、江戸時代中期より廃藩置県まで備中国にあった藩。藩庁は阿賀郡（現：岡山県新見市）の新見陣屋。立藩以来、外様大名の関家が藩主として続き、石高は1万8千石であった。

## 沿革
元禄10年（1697年）、宗家の美作津山藩森家廃藩に伴い、親族である関長治が美作宮川藩より移り立藩した。関氏は9代174年にわたり在封した。
初代藩主・長治は水谷家統治の備中松山藩領時代に鉄・米の集散地であった新見に陣屋を構え町を整備した。また、牛市を開き商業活性化を促した。
阿賀郡・哲多郡・小田郡・浅口郡・後月郡の5郡内を領有し、知行高は1万8000石だった。しかし元禄時代に検地された石高は実際の生産高（9000石）よりも高く評価されており、立藩当初より厳しい藩財政となった。
第3代藩主・政富は、この厳しい財政を克服するため財政改革に取り組み、ある程度の成果を収めた。教育にも注力し、藩校「思誠館」を開いた。また、庶民に対しても学問を奨励し、学資の補助を行った。
以後も財政難は慢性的に続き、第5代藩主・長誠は丸川松隠を思誠館に招聘した。この当時に備中松山藩の改革者・山田方谷もここに学んでいる。長誠は松隠を藩政参与とし、藩政の改革に当たらせた。松隠は藩政の指南書『型典』を著し、以後これが藩政の手本となった。
天保7年（1836年）時には、年貢収入は遂に立藩当初の9000石から3000石にまで落ち込み、財政再建はもはや急務となった。このため、幕末の安政4年（1857年）には鉄・和紙を専売とした。
明治4年（1871年）、廃藩置県により新見県となった。以後、深津県・小田県を経て岡山県に編入された。
関家はこれより先に華族に列し、のちに子爵となった。現在の当主は関勝であり、毎年新見市で開催される大名行列の祭りに参加している。
関家は藤原秀郷の末裔であり、戦国期には一宮城主を務め、真清田神社神官として地域に勢力を持った。幕末期の藩主長克の後には、女系による縁者の博直が婿養子として家督を継いだ。

## 歴代藩主
関家
外様　1万8千石　（1697年 - 1871年）
1. 長治
2. 長広
3. 政富
4. 政辰
5. 長誠
6. 長輝
7. 成煥
8. 長道
9. 長克

## 家臣
新見藩家老として大橋家がある。石高500石の世襲家老として初代大橋忠兵衛より最後の家老大橋求馬まで代々仕えた。
大橋家は平清盛家臣の平貞能の末裔を名乗っている。平家が壇ノ浦の戦いで滅亡した後も、肥後国で生き延びたとされる。後に尾張津島地方に移り住んだ。元は津島党の一員であり、同じ津島党からは江戸幕府老中を務めた堀田家が出ている。尾張織田家とも親族関係にあった。
主君である関家は織田家の家臣として活躍しており、森家並びに関家、大橋家はその時代から関係があった。森家は美濃国金山城主であり、南美濃衆の大橋家を支配下に置いていた。関家は美濃鴻野城主であり、それを契機として森家との縁が深まった。
親族に松江藩家老大橋家と伊予大洲藩家老大橋家がある。松江大橋家には藩主松平家より幕末期に養子を迎えているため、松江大橋家は遡ると徳川家康の末裔となる。新見大橋家の末裔は明治維新後には東京に出て活躍しており、本流の末裔、傍流の末裔ともに政財界の一翼を担う人物を多く輩出している。
家臣の著名な人物として、丸川松隠が有名である。現在でも新見陣屋跡である思誠小学校前に丸川旧宅が現存している。

## 幕末の領地
- 備中国
  - 小田郡のうち - 2村
  - 阿賀郡のうち - 16村
  - 浅口郡のうち - 3村
  - 哲多郡のうち - 6村